# Parafia św. Wojciecha Biskupa i Męczennika w Puchałach
Parafia pw. Świętego Wojciecha Biskupa i Męczennika w Puchałach – parafia rzymskokatolicka należąca do dekanatu Łomża – św. Michała Archanioła, diecezji łomżyńskiej, metropolii białostockiej. Erygowana została w 1411 roku. Jest prowadzona przez księży diecezjalnych.

## Zasięg parafii
Do parafii należą wierni z następujących miejscowości: Puchały, Gać, Gronostaje-Puszcza, Konopki-Jałbrzyków Stok, Koziki-Jałbrzyków Stok, Koty, Lutostań, Łady-Borowe, Łady Polne, Mieczki, Milewo, Modzele-Wypychy, Nowe Wyrzyki, Pęsy-Lipno, Pniewo, Pruszki Wielkie, Rybno, Szeligi-Kolonia i Szeligi-Leśnica.